# Chipre en los Juegos Olímpicos de Albertville 1992
Chipre estuvo representado en los Juegos Olímpicos de Albertville 1992 por un total de 4 deportistas que compitieron en esquí alpino.  
El portador de la bandera en la ceremonia de apertura fue el esquiador Sokratis Aristodimu. El equipo olímpico chipriota no obtuvo ninguna medalla en estos Juegos.